# Lebenslange Freiheitsstrafe
Die lebenslange (auch lebenslängliche) Freiheitsstrafe ist eine auf unbestimmte Zeit verhängte Freiheitsstrafe. Sie ist in vielen Staaten, in denen die Todesstrafe abgeschafft ist, die höchste Strafe, die das Strafrecht kennt.
Abgeschafft wurde die lebenslange Freiheitsstrafe in Europa in Bosnien und Herzegowina, Kroatien, Montenegro, Norwegen (dort aber im Militärstrafrecht möglich), Portugal und Vatikanstadt. Wieder eingeführt haben sie Spanien 2015, Kosovo und Serbien 2019.
In mehreren Ländern, die lebenslange Freiheitsstrafe vorsehen, ist eine vorzeitige Entlassung auf Bewährung nach Verbüßung einer bestimmten Strafdauer möglich (z. B. in Deutschland und Österreich nach frühestens 15 Jahren).

## Bezeichnung
Im Reichsstrafgesetzbuch von 1871 wird stets das Adjektiv lebenslänglich verwendet, während der Zeit des Nationalsozialismus wird daraus teilweise lebenslang (außerhalb des Strafgesetzbuches gab es aber auch schon früher Gesetze mit lebenslang). Im Strafgesetzbuch der Bundesrepublik wurde es 1953 durchgehend zu lebenslang geändert, das Strafgesetzbuch der Deutschen Demokratischen Republik behielt das Wort lebenslänglich. Das Strafgesetzbuch der Schweiz verwendet lebenslänglich, das Strafgesetzbuch von Österreich lebenslang.

## Geschichte
Im Sanktionsrecht der Antike und des Mittelalters spielte Freiheitsentzug als Strafe nur eine sehr geringe Rolle. Lebenslange Freiheitsstrafen verbüßten gewöhnlich nur Täter, die eigentlich hingerichtet werden sollten, aber vom jeweiligen Herrscher begnadigt wurden oder – bei Inquisitionsprozessen – ihre Lehren bzw. ihren Glauben aus Angst vor dem Tode widerriefen.
Dagegen sah das Josephinische Strafgesetz die Todesstrafe nur im Standrecht vor und legte absonsten die Höchststrafe auf 100 Jahre fest.

## Deutsches Strafrecht
Unter einer lebenslangen Freiheitsstrafe versteht man in Deutschland einen Freiheitsentzug auf unbestimmte Zeit. Nach frühestens 15 Jahren kann die Strafe zur Bewährung ausgesetzt werden, in diesem Fall dauert die Bewährungszeit 5 Jahre (§ 57a StGB; zu den Bedingungen siehe weiter unten den Abschnitt „Gesetzliche Regelung der vorzeitigen Freilassung“). Die Sicherungsverwahrung ist keine lebenslange Freiheitsstrafe, sondern eine Maßregel der Besserung und Sicherung, kann jedoch für den Verurteilten zu einem lebenslangen Freiheitsentzug führen.

### Ausgestaltung der Rechtsfolgen
Die lebenslange Freiheitsstrafe wird in § 38 Abs. 1 StGB als Ausnahme der zeitigen Freiheitsstrafe definiert, da ihre Dauer unbestimmt ist. Liegt ein gesetzlicher Milderungsgrund vor, so tritt an ihre Stelle eine Freiheitsstrafe von 3 bis zu 15 Jahren (§ 49 Abs. 1 Nr. 1 StGB).
Die lebenslange Freiheitsstrafe kann gemäß § 54 Abs. 2 StGB nicht als Gesamtstrafe aus der Summe einzelner zeitiger Freiheitsstrafen verhängt werden. So wird selbst ein hundertfacher schwerer Raub mit höchstens 15 Jahren Freiheitsstrafe, der maximalen Zeitstrafe, sanktioniert, nicht aber mit 1500 Jahren Freiheitsstrafe.
Aus mehreren lebenslangen Freiheitsstrafen wird nach § 54 Abs. 1 StGB nur eine lebenslange Freiheitsstrafe als Gesamtstrafe gebildet. Diese Regelung wurde durch das 23. StrÄndG von 1986 (BGBl. I S. 393) eingeführt. Seither sind Urteile wie „zweimal lebenslang wegen Doppelmordes“ nicht mehr zulässig. Oftmals wird dem Verurteilten in diesem Fall jedoch im Urteilsspruch eine „besondere Schwere der Schuld“ bescheinigt.
Im Jugendstrafrecht findet die lebenslange Freiheitsstrafe keine Anwendung. Hier liegt die Höchststrafe bei 10 Jahren Jugendstrafe; bei Heranwachsenden, die nach Jugendstrafrecht wegen Mordes verurteilt werden, bei 15 Jahren Jugendstrafe, wenn 10 Jahre wegen der besonderen Schwere der Schuld nicht ausreichen (§ 105 Abs. 3 Jugendgerichtsgesetz).
Bei Heranwachsenden, die nach Erwachsenenstrafrecht verurteilt werden, kann anstelle der durchaus möglichen Verhängung lebenslanger Freiheitsstrafe auf eine Freiheitsstrafe von 10 bis zu 15 Jahren erkannt werden (§ 106 Abs. 1 Jugendgerichtsgesetz).

### Verfassungsrechtliche Zulässigkeit
Einem Verurteilten muss die grundsätzliche und gesetzlich festgeschriebene Möglichkeit eingeräumt werden, irgendwann die Freiheit wiederzuerlangen. Allein die Möglichkeit der Begnadigung reicht dazu nicht aus. Dies gebieten nach einer Entscheidung des Bundesverfassungsgerichts vom 21. Juni 1977 das Rechtsstaatsprinzip und die Menschenwürde (BVerfGE 45, 187). Die lebenslange Freiheitsstrafe ist nach Maßgabe der Entscheidungsgründe mit dem Grundgesetz gerade noch vereinbar, jedoch nie als absolute Strafe im Sinne einer von vornherein feststehenden Strafverbüßung bis zum Tode. Die Forderung nach einer Volksabstimmung über die Wiedereinführung lebenslanger Freiheitsstrafen, welche eine von vornherein feststehende Strafverbüßung bis zum Tode darstellen, wurde 2017 vom Bundesverfassungsgericht, in seinem Urteil zum zweiten NPD-Verbotsverfahren, als verfassungsfeindlich eingestuft.

#### Gesetzliche Regelung der vorzeitigen Freilassung
Demgemäß sind in § 57a StGB die Bedingungen für eine vorzeitige Freilassung auf fünfjährige Bewährung festgelegt:
- 15 Jahre Freiheitsstrafe müssen verbüßt sein. Dabei sind Zeiten, die der Gefangene aus Anlass der Straftat in Untersuchungshaft verbracht hat, ganz anzurechnen.

- Die Freilassung kann unter Berücksichtigung des Sicherheitsinteresses der Allgemeinheit verantwortet werden. Das Gericht hat auf der Grundlage des Gutachtens eines Sachverständigen zu entscheiden, ob davon ausgegangen werden kann, dass der Strafgefangene in der Freiheit keine weiteren Straftaten begeht. Allerdings kann aus Gründen der Verhältnismäßigkeit nicht schon die Vermutung, der Entlassene werde beispielsweise Ladendiebstähle begehen, die weitere Vollstreckung der lebenslangen Freiheitsstrafe rechtfertigen. Auch darf das Gericht seine ablehnende Entscheidung nicht ohne Weiteres damit begründen, dass der Verurteilte noch nicht im Rahmen von Vollzugslockerungen gezeigt habe, dass er in Zukunft keine Straftaten begehen werde: Es muss auch prüfen, ob die Justizvollzugsanstalt zu Recht keine Lockerungen gewährt hatte.[11][12]

- Es darf keine Weitervollstreckung aufgrund der besonderen Schwere der Schuld geboten sein. Hat das Gericht bei seinem Urteil über die Verhängung der lebenslangen Freiheitsstrafe eine solche festgestellt, legt die Strafvollstreckungskammer (normalerweise nach rund 13 Jahren)[13] fest, wie viel Strafe zusätzlich zur Mindestdauer von 15 Jahren noch verbüßt werden muss, bis der Verurteilte auf Bewährung entlassen werden kann – falls dies dann unter Berücksichtigung des Sicherheitsinteresses der Allgemeinheit (siehe oben) verantwortet werden kann. Dabei gibt es weder eine feste Unter- noch eine feste Obergrenze. Beispielsweise wurde trotz besonderer Schwere der Schuld einer der Mörder von Walter Sedlmayr nach 16 Jahren entlassen,[14] dagegen wurde bei dem Serienvergewaltiger und -mörder Heinrich Pommerenke zunächst eine Mindestverbüßungszeit von 50 Jahren festgelegt (und nach Beschwerde auf 42 Jahre, nach weiteren Gerichtsverfahren auf weniger als 38 Jahre gesenkt).[15] Besondere Schuldschwere ist zu bejahen, wenn gegenüber vergleichbaren Taten ein deutlich höheres Maß an Schuld vorliegt – aufgrund der Tat (mehrfacher Mord, erbarmungslose Brutalität, höchst grausame bzw. qualvolle Behandlung des Opfers), der Motive (besondere Verwerflichkeit) oder der Täterpersönlichkeit (abartige sexuelle oder gewalttätige Neigungen). Allerdings ist zu beachten, dass es bis dato keinerlei gesetzliche Normierung des Begriffes „besondere Schwere der Schuld“ gibt. Gerichte müssen sich bei der Entscheidung daher meist an Urteilsbegründungen des Bundesgerichtshofes orientieren. Wenn auf lebenslange Freiheitsstrafe als Gesamtstrafe erkannt wurde, werden alle Taten zusammengenommen bewertet (§ 57b StGB).

- Der Verurteilte muss einwilligen. Auf seinen Antrag trifft die Strafvollstreckungskammer ihre Entscheidung. Lehnt sie ab, so kann sie eine Art Sperrfrist von höchstens zwei Jahren bestimmen (Absatz 4). Ein neuer Antrag kann erst nach Fristablauf gestellt werden, woraufhin abermals und auf Grundlage des aktuellen Entwicklungsstandes des Gefangenen überprüft wird, ob die Voraussetzungen für eine Aussetzung des Strafrests zur Bewährung nun vorliegen.

Die neben der lebenslangen Freiheitsstrafe verhängbare Sicherungsverwahrung ist eine „freiheitsentziehende Maßregel der Besserung und Sicherung“ für Täter, die fortdauernd eine Gefahr für die Allgemeinheit darstellen. Wenn diese Gefahr bereits unter Punkt 2 verneint wurde, muss auch die Sicherungsverwahrung ausgesetzt werden, dann tritt Führungsaufsicht ein. Die Verhängung von Sicherungsverwahrung neben lebenslanger Freiheitsstrafe erfolgt aber vor allem für den Fall, dass in der Revision doch nur auf eine zeitige Freiheitsstrafe erkannt wird (z. B. weil auf Totschlag erkannt wird).
Eine lebenslange Freiheitsstrafe kann im Einzelfall auch durch Haftunfähigkeit oder Begnadigung vorzeitig enden. Auch Hafturlaub kann dem Gefangenen unter bestimmten Bedingungen ermöglicht werden (§ 13 Absatz 3 StVollzG).

### Statistik

#### Verhängung
Am 31. März 2024 befanden sich in der Bundesrepublik Deutschland insgesamt 40.405 Personen im Strafvollzug (38.034 Männer und 2.371 Frauen), davon waren 1.769 zu lebenslanger Freiheitsstrafe verurteilt und 604 in Sicherungsverwahrung (601 Männer und drei Frauen).
Von 1991 bis einschließlich 2021 gab es laut Kriminologischer Zentralstelle 3079 Verurteilungen zu lebenslanger Freiheitsstrafe, davon knapp 97 Prozent wegen Mordes, 1,4 Prozent wegen Raubes oder räuberischer Erpressung mit Todesfolge und 1,1 Prozente wegen Totschlags. Die Praxis, dass lebenslange Freiheitsstrafen fast ausschließlich wegen Mordes verhängt werden, besteht bereits seit der Gründung der Bundesrepublik 1949.
Die bisher einzige Verurteilung zu lebenslanger Freiheitsstrafe aufgrund besonders schweren Landesverrats in der Bundesrepublik verhängte das Oberlandesgericht Koblenz am 6. Juni 1990 gegen den US-amerikanischen Staatsbürger Clyde Lee Conrad.
In der Zeit zwischen dem 8. Mai 1945 und dem 31. Dezember 1975 sind in der Bundesrepublik insgesamt 1915 Personen zu lebenslanger Freiheitsstrafe verurteilt worden, das ist etwa eine pro Woche. Hiervon waren etwa 90 Prozent Männer. Zur Tatzeit hatten von den 1.915 Verurteilten fünf Prozent ein Alter unter 21 Jahren, 50 Prozent zwischen 21 und 29 Jahren, 29 Prozent zwischen 30 und 39 Jahren, 12 Prozent zwischen 40 und 49 Jahren, fünf Prozent zwischen 50 und 59 Jahren und ein Prozent von 60 Jahren und mehr. 46 Prozent der Täter waren ohne Vorstrafen, 16 Prozent hatten eine Vorstrafe und 38 Prozent zwei und mehr Vorstrafen. Am 31. Dezember 1975 gab es in den Justizvollzugsanstalten der Bundesrepublik 975 lebenslang Gefangene, darunter nur einen, der sich 30 Jahre in Haft befand. Von den 1915 Verurteilten waren bis 31. Dezember 1975 140 (7,3 Prozent) in der Haft verstorben, davon 38 (zwei Prozent) durch Selbstmord. (BVerfGE 45, 187)

#### Vollzugsdauer
Die Kriminologische Zentralstelle erhebt seit 2002 jährlich Daten zu lebenslanger Freiheitsstrafe. Demnach wurden von 2002 bis einschließlich 2015 insgesamt 760 Personen regulär (also nach § 57a StGB) aus einer lebenslangen Freiheitsstrafe entlassen. Im Durchschnitt waren sie 18,9 Jahre im Vollzug (Median: 17,0), 13 Prozent von ihnen länger als 25 Jahre. In diese Angaben nicht eingerechnet sind 235 zu lebenslanger Freiheitsstrafe Verurteilte, die ins Ausland überführt wurden, und 24, deren Freiheitsstrafe aus gesundheitlichen Gründen unterbrochen wurde (§ 455 StPO). Ebenfalls nicht eingerechnet sind diejenigen, die im Erhebungszeitraum weiterhin inhaftiert blieben, sowie 127 Gefangene, deren Freiheitsstrafe tatsächlich lebenslang dauerte, weil sie während des Strafvollzugs verstarben (29 davon durch Suizid).
Bekannte Extremfälle sind: Hans-Georg Neumann (2021 nach 59 Jahren auf Bewährung entlassen), Klaus Bräunig (2023 nach 53 Jahren auf Bewährung entlassen), Klaus G. (2015 nach fast 50 Jahren auf Bewährung entlassen) und Heinrich Pommerenke (verstarb 2008 nach 49 Jahren in einem Justizvollzugskrankenhaus).

### Delikte
Das Strafgesetzbuch (StGB), das Völkerstrafgesetzbuch (VStGB) und das Aufenthaltsgesetz (AufenthG) sehen lebenslange Freiheitsstrafen vor. Tatsächlich werden lebenslange Freiheitsstrafen aber fast ausschließlich wegen Mordes (§ 211 StGB) verhängt.
Bei folgenden Delikten ist eine lebenslange Freiheitsstrafe zwingend:
- Mord (§ 211 StGB)
- besonders schwerer Fall des Totschlags (§ 212 Abs. 2 StGB),
- Völkermord (§ 6 Abs. 1 VStGB)
- Verbrechen gegen die Menschlichkeit (§ 7 Abs. 1 Nr. 1 und 2 VStGB)
- Kriegsverbrechen gegen Personen – in der Form der vorsätzlichen Tötung (§ 8 Abs. 1 Nr. 1 VStGB)
- Verbrechen der Aggression (§ 13 Abs. 1 VStGB)

Bei bestimmten Taten beträgt der Strafrahmen „lebenslange Freiheitsstrafe oder Freiheitsstrafe nicht unter zehn Jahren“:
- Planung, Vorbereitung oder Einleitung eines Verbrechens der Aggression (§ 13 Abs. 2 VStGB)
- Hochverrat gegen den Bund (§ 81 StGB)

Derselbe Strafrahmen gilt für einige Qualifikationsdelikte, bei denen wenigstens leichtfertig der Tod eines anderen Menschen verursacht wurde:
- Verbrechen gegen die Menschlichkeit (§ 7 Abs. 3 VStGB)
- Kriegsverbrechen gegen Personen – in der Form der Geiselnahme mit Todesfolge (§ 8  Abs. 4 in Verbindung mit Abs. 1 Nr. 2 VStGB)
- Sexueller Missbrauch von Kindern mit Todesfolge (§ 176d StGB)
- Sexueller Übergriff, sexuelle Nötigung und/oder Vergewaltigung mit Todesfolge (§ 178 StGB)
- Raub/Räuberische Erpressung mit Todesfolge (§ 251 StGB)
- Brandstiftung mit Todesfolge (§ 306c StGB)
- Erpresserischer Menschenraub mit Todesfolge (§ 239a Abs. 3 StGB)
- Geiselnahme mit Todesfolge (§ 239b Abs. 2)
- Herbeiführen einer Explosion durch Kernenergie mit Todesfolge (§ 307  Abs. 3 StGB)
- Herbeiführen einer Sprengstoffexplosion mit Todesfolge (§ 308  Abs. 3 StGB)
- Missbrauch ionisierender Strahlen mit Todesfolge (§ 309  Abs. 4 StGB)
- Räuberischer Angriff auf Kraftfahrer mit Todesfolge (§ 316a  Abs. 3 StGB)
- Angriffe auf den Luft- und Seeverkehr mit Todesfolge (§ 316c  Abs. 3 StGB)
- Einschleusen von Ausländern mit Todesfolge (seit 27. Februar 2024, § 97 Abs. 1 Satz 2 AufenthG)

Bei zwei dieser Qualifikationsdelikte muss der Tod jedoch vorsätzlich herbeigeführt werden:
- Kriegsverbrechen des Einsatzes verbotener Methoden der Kriegsführung (§ 11 Abs. 2 VStGB)
- Kriegsverbrechen des Einsatzes verbotener Mittel der Kriegsführung (§ 12 Abs. 2 VStGB)

Für bestimmte Straftaten gegen die äußere Sicherheit wird eine lebenslange Freiheitsstrafe als Alternative zu einer Freiheitsstrafe von mindestens fünf Jahren vorgesehen:
- besonders schwerer Fall des Landesverrats (§ 94 Abs. 2 StGB)
- besonders schweren Fall des Verrats illegaler Geheimnisse (§ 97a StGB)
- besonders schwerer Fall der friedensgefährdenden Beziehungen (§ 100 Abs. 2 StGB)

Mit Ausnahme des Mordes und der Verbrechen nach dem Völkerstrafgesetzbuch verjähren alle der oben genannten Straftaten nach 30 Jahren (§ 78 Abs. 3 Nr. 1 StGB).

## Österreichisches Strafrecht
Der österreichische Gesetzgeber normierte in § 18 Strafgesetzbuch (StGB) die Freiheitsstrafe, die entweder auf bestimmte Zeit (höchstens zwanzig Jahre) oder „auf Lebensdauer“ verhängt werden kann. Die Verhängung der lebenslangen Freiheitsstrafe ist nach § 36 StGB i. V. m. § 19 JGG bei Personen ausgeschlossen, die zur Zeit der Straftat noch nicht 21 Jahre alt waren. § 46 Abs. 6 StGB regelt die Möglichkeit einer bedingten Entlassung: 15 Jahre müssen verbüßt worden sein und es muss angenommen werden können, dass der Verurteilte keine weiteren strafbaren Handlungen begehen werde. Die Probezeit beträgt nach der bedingten Entlassung 10 Jahre (§ 48 Abs. 1 letzter Satz StGB).
Im statistischen Durchschnitt haben Strafgefangene, die zu einer lebenslangen Freiheitsstrafe verurteilt wurden, 22,5 Jahre im Gefängnis verbracht. Dieser Durchschnitt liegt deutlich über den 15 Jahren Mindestdauer bis zur bedingten Entlassung und sogar 2,5 Jahre über der höchsten zulässigen zeitlich begrenzten Freiheitsstrafe von 20 Jahren. Anderen Angaben zufolge beträgt die durchschnittliche Vollzugsdauer 17 Jahre.

### Tatbestände, die mit lebenslanger Freiheitsstrafe bedroht sind
Die lebenslange Freiheitsstrafe wird überwiegend für Straftaten verhängt, die vorsätzlich begangen wurden und den Tod von mindestens einem Menschen zur direkten Folge hatten. Auch Straftaten, die nicht mit dem Tod von Menschen in Verbindung stehen, können mit lebenslanger Freiheitsstrafe geahndet werden, beispielsweise die Herstellung und Verbreitung von Massenvernichtungswaffen und der organisierte Drogenhandel, wenn der Täter in der betreffenden Organisation eine führende Stellung einnimmt. Ausschließlich für Völkermord (§ 321 StGB), bestimmte Formen der Verbrechen gegen die Menschlichkeit (§ 321a StGB) und bestimmte Formen von Kriegsverbrechen gegen Personen (§ 321b StGB) wird zwingend eine lebenslange Freiheitsstrafe verlangt, in allen anderen Fällen kann sie alternativ zu einer zeitlich begrenzten Freiheitsstrafe ausgesprochen werden. Für folgende Tatbestände sieht das österreichische Strafrecht als Strafdrohung die lebenslange Freiheitsstrafe vor:
Tatbestände im Kernstrafrecht (geregelt im Strafgesetzbuch)
- Mord (§ 75 StGB)
- Erpresserische Entführung mit Todesfolge (§ 102 Abs. 3 StGB)
- Schwerer Raub mit Todesfolge (§ 143 Abs. 2 StGB)
- Herstellung und Verbreitung von Massenvernichtungswaffen mit dem Wissen um ihre unmittelbare Benutzung (§ 177a Abs. 2 StGB)
- Luftpiraterie mit Todesfolge für eine größere Anzahl Menschen (§ 185 Abs. 2 StGB)
- Vorsätzliche Gefährdung der Sicherheit der Luftfahrt mit Todesfolge für eine größere Anzahl Menschen (§ 186 Abs. 3 StGB)
- Vergewaltigung mit Todesfolge (§ 201 Abs. 2 StGB)
- Geschlechtliche Nötigung mit Todesfolge (§ 202 Abs. 2 StGB)
- Sexueller Missbrauch einer wehrlosen oder psychisch beeinträchtigten Person mit Todesfolge (§ 205 Abs. 3 StGB)
- Schwerer sexueller Missbrauch von Unmündigen mit Todesfolge (§ 206 Abs. 3 StGB)
- Sexueller Missbrauch von Unmündigen mit Todesfolge (§ 207 Abs. 3 StGB)
- Folter mit Todesfolge (§ 312a Abs. 2 StGB)
- Völkermord (§ 321 Abs. 1 StGB)
- Verbrechen gegen die Menschlichkeit (§ 321a Abs. 1–3 StGB)
- Kriegsverbrechen gegen Personen (§ 321b Abs. 1–3 StGB)

Tatbestände im Nebenstrafrecht (geregelt in Strafbestimmungen anderer Gesetze)
- Suchtgifthandel, wenn der Täter eine führende Stellung in der Vereinigung einnimmt (§ 28a Abs. 5 SMG)
- Nationalsozialistische Wiederbetätigung in verschiedenen Varianten bei besonderer Gefährlichkeit des Täters oder der Betätigung (§§ 3a, 3e und 3f Verbotsgesetz 1947)

## Schweizerisches Strafrecht
Das schweizerische Strafrecht ermöglicht gemäß Art. 40 „lebenslängliche Freiheitsstrafe“ als höchste Strafe „wo es das Gesetz ausdrücklich bestimmt“. In den anderen Fällen beträgt die Höchstdauer der Freiheitsstrafe 20 Jahre.
Die lebenslängliche Freiheitsstrafe kann bei folgenden Straftaten verhängt werden: Mord (Art. 112 StGB) und Völkermord (Art. 264 StGB), schwerer Fall des Angriffs auf die Unabhängigkeit der Eidgenossenschaft (Art. 266 Ziff. 2 Abs. 2 StGB) sowie beim besonders schweren Fall der Geiselnahme (Art. 185 Ziff. 3 StGB), von Verbrechen gegen die Menschlichkeit (Art. 264a Ziff. 2 StGB) oder von Kriegsverbrechen (Art. 264c-h StGB). Ebenso wie in den deutschsprachigen Nachbarstaaten muss dem Gefangenen die Chance gegeben werden, irgendwann wieder ein Leben in Freiheit zu führen. Nach 15 Jahren, im Ausnahmefall schon nach 10 Jahren, kann der zur lebenslänglichen Freiheitsstrafe Verurteilte von der Behörde bedingt entlassen werden (Art. 86 Abs. 5 StGB); die bedingte Entlassung im Falle einer nicht-lebenslänglichen Freiheitsstrafe der Höchstdauer von 20 Jahren kann früher erfolgen, nämlich nach 13 Jahren, im Ausnahmefall ebenso nach 10 Jahren (Art. 86 Abs. 1 und Abs. 4 StGB). Vollzugslockerungen in Form des Arbeits- und Wohnexternats nach Art. 77a StGB sind auch bei lebenslänglicher Freiheitsstrafe möglich.
Weitere Tatbestände, welche mit lebenslänglicher Freiheitsstrafe bedroht sind, bestehen im Schweizerischen Militärstrafgesetz. Es handelt sich dabei namentlich um gewisse Fälle von Ungehorsam vor dem Feind, Meuterei vor dem Feind, Feigheit vor dem Feind, Kapitulation, Wachtverbrechen vor dem Feind, Spionage und Geheimnisverrat, militärischer Landesverrat, Freischärlertum, Dienst in einer feindlichen Armee, andere Begünstigung des Feindes, Plünderung, Kriegsraub oder Geiselnahme.
Neben der lebenslänglichen Freiheitsstrafe sieht das Schweizerische Strafgesetzbuch auch die Verwahrung als Maßnahme vor, die über die regelmäßige Vollstreckungsdauer der lebenslänglichen Freiheitsstrafe hinausreichen kann (Art. 64 ff. StGB). Hierbei handelt es sich nicht um eine Form der Strafe, sondern um eine Form der Gefahrenabwehr. Die als Reaktion auf den Mord am Zollikerberg eingereichte, im Jahr 2004 durch das Volk angenommene sog. Verwahrungsinitiative (Art. 123a der Bundesverfassung) bestimmt seither: „Wird ein Sexual- oder Gewaltstraftäter in den Gutachten, die für das Gerichtsurteil nötig sind, als extrem gefährlich erachtet und nicht therapierbar eingestuft, ist er wegen des hohen Rückfallrisikos bis an sein Lebensende zu verwahren. Frühzeitige Entlassung und Hafturlaub sind ausgeschlossen.“
Im Oktober 2010 wurde erstmals in der Schweiz ein Straftäter mit der Maßnahme der lebenslänglichen Verwahrung rechtskräftig verurteilt.

## US-Recht
In den Vereinigten Staaten von Amerika dauert die lebenslange Freiheitsstrafe auf Bundesebene seit Inkrafttreten des Sentencing Reform Act generell bis zum Tod des Verurteilten an: Nach dem 1. November 1987 von einem Bundesgericht zu ihr Verurteilte haben keine Möglichkeit einer vorzeitigen Haftentlassung. Nur der Präsident der Vereinigten Staaten kann eine Begnadigung (Pardon) aussprechen oder durch eine Verkürzung der Strafe (Commutation) eine Haftentlassung ermöglichen.
In den einzelnen Bundesstaaten gelten hingegen unterschiedliche Regeln, vielerorts wird dem Verurteilten das Recht auf eine zweite Chance eingeräumt. Zumeist wird schon im Urteil eine Strafe verhängt, welche die lebenslange Haft mit einer Mindestverbüßungszeit verknüpft, nach der eine Freilassung erfolgen kann, z. B. „15 Jahre bis lebenslang“ oder „25 Jahre bis lebenslang“. In anderen Staaten ist (ähnlich wie in Deutschland) per Gesetz festgelegt, nach welcher Mindesthaftzeit der zu lebenslanger Haft Verurteilte eine Entlassung auf Bewährung beantragen kann, in Texas z. B. nach 40 Jahren und in Kalifornien nach 50 Jahren. Da im Common Law normalerweise keine Gesamtstrafe verhängt wird, kann es auch durch die Addition mehrerer Strafen insgesamt zu einer zu verbüßenden Haftdauer kommen, welche die Lebenserwartung des Täters übersteigt, beispielsweise zu einer 200-jährigen Strafe. Es sind auch Prozesse bekannt, in denen auf Haftstrafen von mehreren tausend Jahren erkannt wurde. Die langen Verbüßungszeiten sind hauptsächlich dadurch zu erklären, dass in vielen US-Bundesstaaten die Inhaftierung von Schwerstverbrechern bis zu ihrem Tod als einzige annehmbare Alternative zur Todesstrafe angesehen wird: Die Gesellschaft soll geschützt werden, der Schwerstverbrecher erhält keine „zweite Chance“, dennoch ist potenziell jederzeit eine Änderung des Urteils möglich.
In der Regel können Regierungsbeamte eine Begnadigung aussprechen bzw. Amnestie gewähren. Es gibt aber auch eine Vielzahl von Bundesstaaten, in denen es keine Möglichkeit gibt, bei einer lebenslangen Haftstrafe vorzeitig entlassen zu werden, sei es auf Bewährung oder durch Begnadigung.

### Globaler Überblick

Lebenslange Freiheitsstrafe im weltweiten Überblick:
Staaten, die die lebenslange Freiheitsstrafe abgeschafft haben (in Norwegen aber im Militärstrafrecht weiter vorgesehen)
Staaten, in denen eine lebenslange Freiheitsstrafe verhängt werden kann
Staaten, in denen eine lebenslange Freiheitsstrafe nur gegen Männer verhängt werden kann (in Russland nur bei unter 65-jährigen)
Status unbekannt

## Internationale Übersicht

### Europa
In den Mitgliedstaaten des Europarates bestanden im Juli 2013 folgende Gesetze:
- Sieben Staaten des Europarates sehen eine lebenslange Freiheitsstrafe nicht vor: Andorra, Bosnien und Herzegowina, Kroatien, Montenegro, Norwegen (dort aber im Militärstrafrecht vorgesehen), Portugal und San Marino. Die höchste zulässige Freiheitsstrafe variierte 2013 zwischen 21 Jahren (Norwegen, für Völkerrechtsverbrechen und seit 1. Oktober 2015 auch für Terrorismus sind bis zu 30 Jahren möglich[31]) und 45 Jahren (Bosnien und Herzegowina). In Kroatien kann bei Verurteilungen wegen mehrerer Delikte eine Höchststrafe von 50 Jahren verhängt werden. In Spanien (1. Juli 2015) und Serbien (2019)[32] wurde die lebenslange Freiheitsstrafe wieder eingeführt.
- In der Mehrheit der Staaten, deren Strafrecht die lebenslange Freiheitsstrafe kennt, muss eine Mindestzeit verbüßt sein, bevor eine Aussetzung zur Bewährung möglich ist. Diese Mindestverbüßungszeit beträgt in Jahren: Albanien (25), Armenien (20), Aserbaidschan (25), Belgien (15 bzw. 19 oder 23 für Rückfalltäter), Bulgarien (20), Deutschland (15, wenn das Gericht nicht wegen besonderer Schwere der Schuld eine längere Zeit festlegt), Dänemark (12), Estland (30), Finnland (12), Frankreich (18, ausnahmsweise 30), Georgien (25), Griechenland (20), Irland (7 Jahre, außer bei bestimmten Mordtaten), Italien (26), Lettland (25), Liechtenstein (15), Luxemburg (15), Moldau (30), Monaco (15), Nordmazedonien (15), Österreich (15), Polen (25), Rumänien (20), Russland (25; Russland trat 2022 aus dem Europarat aus), Schweden (10), Schweiz (15, herabsetzbar auf 10), Slowakei (25), Slowenien (25), Spanien (20; seit 2015, vorher war die lebenslange Freiheitsstrafe abgeschafft), Tschechien (20), Türkei (24 bzw. 30 oder 36 für besonders schwere Fälle), Ungarn (20, es sei denn, das Gericht hätte eine längere Zeit festgelegt), Zypern (12).
- Sechs Staaten kennen keine rechtlich geregelte Aussetzung einer lebenslangen Freiheitsstrafe: Island, Litauen, Malta, Niederlande, Serbien (seit der Wiedereinführung 2019)[33] und Ukraine. Es besteht jedoch die Möglichkeit der Begnadigung.
- In acht Staaten ist vorgesehen, dass für bestimmte Delikte eine Strafaussetzung bei lebenslanger Freiheitsstrafe ausgeschlossen ist: Bulgarien, Frankreich, Slowakei, Schweiz, Türkei, Ungarn sowie England und Wales im Vereinigten Königreich. Dies wird in England und Wales als „real life sentence“ oder „whole life order“ bezeichnet. Der Europäische Gerichtshof für Menschenrechte (EGMR) entschied im Fall Vinter u. a. v. Vereinigtes Königreich am 9. Juli 2013 mit 16:1 Stimmen, dass die in England und Wales geltende Regelung gegen Art. 3 Europäische Menschenrechtskonvention (Folterverbot) verstößt. Aus dieser Entscheidung stammen auch die oben mitgeteilten Angaben über die Länder des Europarates. Am 18. Februar 2014 entschied der Court of Appeal, dass die EGMR-Entscheidung auf falschen Annahmen beruhe und die geltende Regelung den Justizminister zu einer weitgehenden Prüfung besonderer Ausnahmen für eine Freilassung in jedem einzelnen Fall verpflichte.[34]

## Kritik
Immer wieder werden Stimmen von Verbänden und Rechtswissenschaftlern laut, auf die lebenslange Freiheitsstrafe komplett zu verzichten. Hierbei führen Kritiker die folgenden Argumente ins Feld:
- Sie widerspreche dem Resozialisierungsgedanken des Strafrechts (§ 2 Satz 1 StVollzG), denn der Verurteilte wird – jedenfalls ausweislich des Urteilsspruchs des erkennenden Gerichtes – für die Dauer seines restlichen Lebens aus der Gesellschaft ausgegrenzt.
- Der Täter werde vor allem wegen der sehr lang andauernden Inhaftierung auf eine unmenschliche, die Menschenwürde nicht angemessen berücksichtigende Weise bestraft. Laut § 3 Abs. 2 StVollzG müssen schädliche Folgen des Freiheitsentzuges verhindert werden. Die lebenslange Freiheitsstrafe führt jedoch vor allem zu langfristigen psychischen Schäden: Soziale Fähigkeiten, das Selbstwertgefühl und die Selbstwahrnehmung gehen verloren, der Gefangene isoliert sich, sieht keine Perspektive mehr, vereinsamt und verkümmert.[35]
- Die Gesellschaft profitiere nicht von der Vollstreckung lebenslanger Haft, schwere Straftaten werden durch sie nicht vermieden. In Ländern, die sie abgeschafft haben, war kein Anstieg, sondern mitunter gar ein Absinken der Anzahl von Tötungsdelikten festzustellen.[36]
- Eine vorzeitige Freilassung ist zwar in den meisten Staaten möglich, die Anwendung der entsprechenden Paragraphen gilt jedoch einigen Kritikern als zu willkürlich, die entsprechenden Bedingungen als zu ungenau definiert. Insbesondere für die Feststellung der „besonderen Schwere der Schuld“ gebe es nach diesen Stimmen keine einheitlichen Kriterien.[37] Vor allem die Vorgaben der höchstrichterlichen Rechtsprechung hierzu seien vage, wenn lediglich gefordert wird, dass das Tatgericht „Umstände von Gewicht“ zu berücksichtigen habe.[38] Unklar sei beispielsweise, ob eine „besondere“ Schwere der Schuld schon dann anzunehmen ist, wenn das für die Verhängung der lebenslangen Freiheitsstrafe erforderliche Mindestmaß an Schuld überschritten sei, oder erst dann, wenn der in der Regel gegebene Schuldgehalt übertroffen ist.